# Cléden-Cap-Sizun
Cléden-Cap-Sizun é uma comuna francesa na região administrativa da Bretanha, no departamento Finisterra. Estende-se por uma área de 19,05 km². Em 2010 a comuna tinha 953 habitantes (densidade: 50 hab./km²).